# Abel Alarcón
Abel Alarcón fue un intelectual y político boliviano, cuya vida transcurrió en su país y en el extranjero, producto de la inestabilidad institucional. 
Graduado en Derecho por la Universidad de La Paz en 1903, impartió clases de castellano y literatura en español en universidades e institutos de Bolivia, Chile (1920 a 1922, con motivo de la revolución) y Estados Unidos.
Fue Senador, dirigió la Biblioteca y el Archivo nacionales. Fue secretario de la Academia Boliviana de la Lengua (sección castellano)
y secretario general de la Universidad de la Paz, además de oficial mayor de instrucción pública.
Publicó obras de todo tipo: novela, poesía, ensayo, artículos en la prensa, traducciones, etc.

## Obra
- Pupilas y cabelleras (1904).
- De mi tierra y de mi alma (1906).
- El imperio del Sol: canto a la confraternidad de Hispanoamérica y homenaje al pueblo de La Paz en el centenario de la independencia (1910).
- En la corte de Yahuar Huácac (1915).
- California la bella (1926).
- Relicario (1936).
- Era una vez (1935).
- Cuentos del viejo Alto Perú (1936).
- A los genios del Siglo de Oro (1948).